# Alsógalla
Alsógalla 1947 óta Tatabánya városrésze, azelőtt község volt Komárom vármegye Tatai járásában. A klasszikus egyutcás település északkeleti szélén az M1-es autópálya, a délnyugati szélén közvetlenül a főutca házai mögött pedig az 1-es főút és a Budapest–Hegyeshalom–Rajka-vasútvonal húzódik. Alsógalla megállóhelyen személyvonatok állnak meg.

## Nevének eredete
Háromféle változat terjedt el:
- Nevének eredete a monda szerint Galla római vezértől származott, amely hiedelmet megerősítette az is, hogy a 18. század közepén egy itteni földműves szántás közben alsógallai földjén kőkoporsót talált, ami azt bizonyítja, hogy már a római korban is lakott hely volt.
- A másik alapján a település nevében a „galla” szó a magyar Gál személynévből eredeztethető, valószínűleg egyik földbirtokosáról kaphatta  Felsőgallával együtt a 13. században.
- A harmadik lehetőség szerint a „galla” a galya szóból ered, amelynek a magyar nyelvben jelentése van. Az Untergalla német név a magyar tükörfordítása.

## Története
A település nevét 1251-ben említették először az oklevelekben, amikor Gallai udvarnokról írtak. Alsó- és Felsőgallát, a két szomszédos települést az oklevelek általában együtt említik.
1391-ben Galya, 1440-ben  Kysgallya néven ismert. 1459-ben Vitány várához tartozó település, de mint Alsó-, mint Felsőgallán még több kisnemes is birtokolt.
1529-ben a törökök mindkét Gallát elpusztították, s csak a 18. században népesült be újra.
Alsó- és Felsőgalla a hódoltság után a szomszéd településekkel együtt 1727-ben az Esterházy család birtoka lett. Esterházy József Würzburgból és Elzászból katolikus vallású bajor-elzászi-württembergi németekkel telepíttette be. Az új telepesek adókedvezményt, pénzbeli robotmegváltást, szabad költözési jogot, birtokot kaptak: alig egy évtizedre rá templomuk is megépült.
1897-ben Alsó- és Felsőgalla környékén szenet tártak fel, s a szénbánya körül telep alakult ki, mely Tatabánya középpontjába esik. Ez a település közigazgatásilag 1897-től 1902-ig Alsógallához tartozott. 1902-től önálló kisközség. 1923-ban már nagyközségként tartották számon.
1933-ban az eddig Alsógallához tartozó Suligói telepeket is hozzácsatolták, és így területe jelentősen növekedett.

### Berencse
A mai Alsógalla területén feküdt Berencse – a valószínűleg a törökök alatt - elpusztult Árpád-kori falu is.
Berencsét az oklevelek 1226-ban említik először, nevét ekkor Berense alakban írták.
Ekkor éltek Berencsei Buda és fiai, akik gallai udvarnokok ispánjai voltak:  Miklós 1226-ban Vinér falunál (Fejér vármegye) tanúskodott, Marcel 1236 körül Győr és Komárom vármegyei nemesek közt szerepelt.
A tatárjárás után Buda fiai, Márton és Ondoch elfoglalták az elmenekült gallai udvarnokok földjét, de mikor azok visszatértek, kénytelenek voltak visszaadni a Racus (Barus) patak keleti oldalán 25 hold gallai földet, melytől északra Buda fiainak földje Berencse terült el.
1325-ben Kocsi Fekete (Niger) Pál,  Galla és Berencse felét, az utóbbit
Szent Péter templomával együtt fiának, Jánosnak engedte át.
Berencse egyházának papja 1333-ban 40 kisdénár pápai tizedet fizetett.
Berencse helyét leginkább a mai Alsógalla területén feltételezik.

## Képek

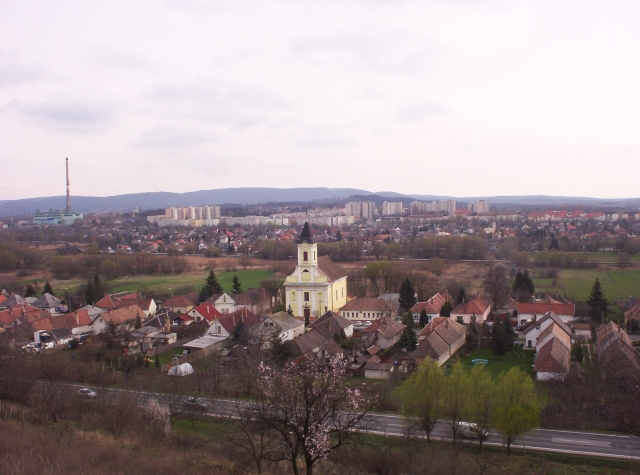
Alsógalla látképe a Kálváriától
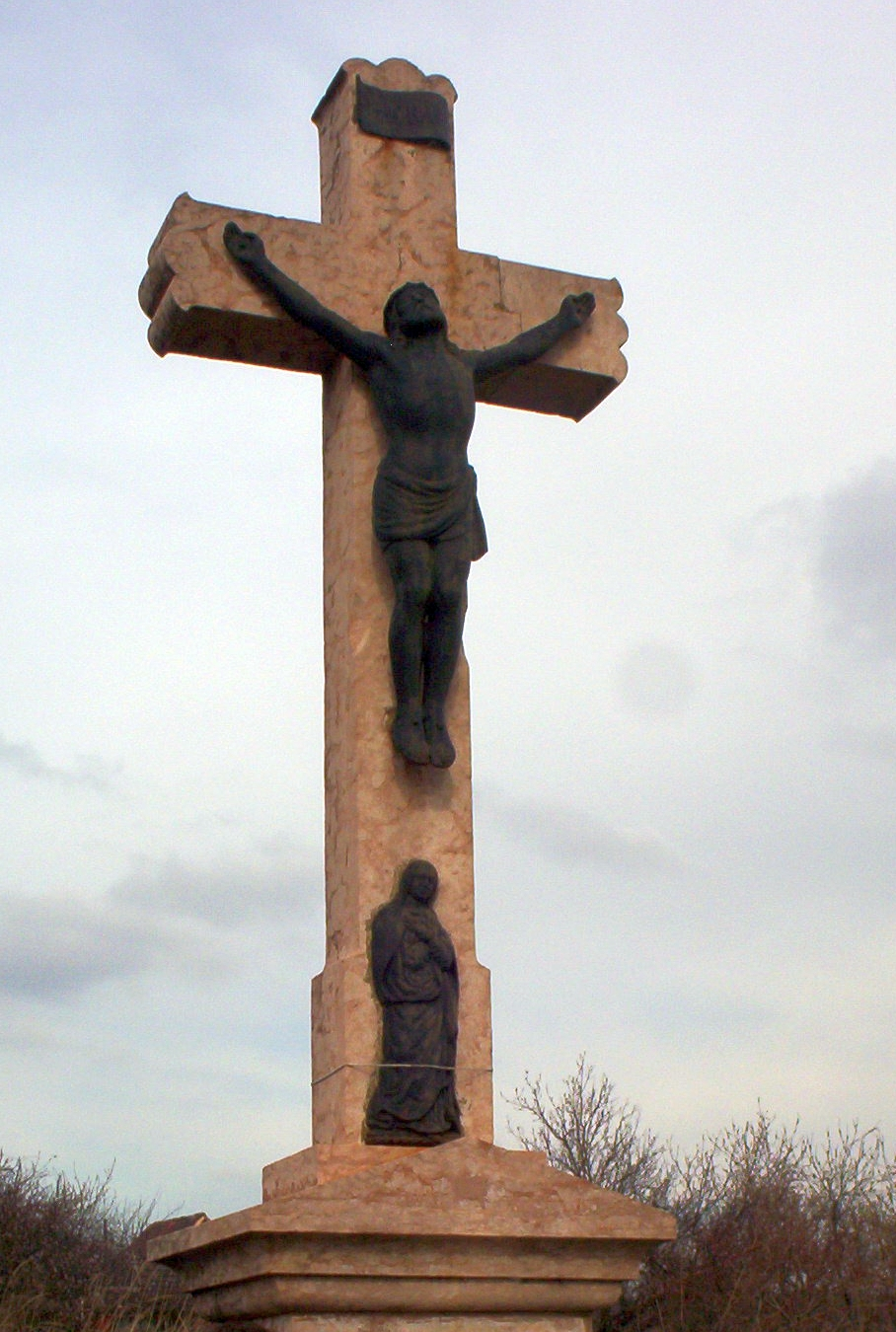
Alsógallai kálvária